# 大鹽礦鎮
大鹽礦鎮（羅馬尼亞語：Ocnele Mari）是羅馬尼亞的城鎮，位於該國中南部，距離首府勒姆尼庫沃爾恰6公里，由沃爾恰縣負責管轄，面積25.05平方公里，海拔高度260米，2007年人口3,472。
45°05′N 24°19′E / 45.083°N 24.317°E